# Bisetocreagris klapperichi
Bisetocreagris klapperichi är en spindeldjursart som först beskrevs av Beier 1959.  Bisetocreagris klapperichi ingår i släktet Bisetocreagris och familjen helplåtklokrypare. Inga underarter finns listade.